# Torre del Sale
Torre del Sale è una torre costiera situata nel comune di Piombino, nella parte sud-orientale del suo territorio che si affaccia lungo il Golfo di Follonica.

## Storia
La Torre del Sale fu edificata per rafforzare il sistema difensivo costiero della parte meridionale del Principato di Piombino e proteggere il suo territorio da eventuali incursioni piratesche che potevano raggiungere la capitale del Principato; le sue funzioni di avvistamento e di difesa si protrassero fino all'epoca ottocentesca.
La Torre del Sale è così denominata perché situata in prossimità delle antiche saline di Piombino, poste nella pianura paludosa tra il promontorio piombinese e le colline campigliesi. Si hanno notizie scritte delle saline fin dal 1094, dove veniva prodotta una grande quantità di sale che, oltre al fabbisogno locale, serviva per l'esportazione nei mercati di Firenze e Siena, oltre ad essere necessario per la conservazione del pesce nelle vicine peschiere.
Nota come "Casa del Sale" fino alla metà del Seicento, la torre era situata sul tombolo che separa l'acquitrino dal mare, in un luogo dalle condizioni malsane che iniziarono a migliorare solo con le bonifiche avviate dai Lorena nella prima metà dell'Ottocento: in questo periodo, la struttura architettonica fu trasformata in un vero e proprio fortilizio che venne adibito anche a caserma con scuderia e a casa di sanità. All'inizio dell'Ottocento furono costruiti anche una cisterna sotterranea dentro il forte, e un bastione sul lato a mare, la cui piazzola ospitava un cannone.
Nel 1830 fu edificata una torre, destinata ad ospitare l'amministrazione delle nuove opere di bonifica; nel 1847 la Torre del Sale, insieme a molti altri fortilizi dell'area costiera, fu disarmata.
I piani elevati della palazzina sono stati usati sino al 1967 dall'Ufficio del Genio Civile di Livorno come abitazione di un Sorvegliante Idraulico e uffici.

## Descrizione
Il complesso architettonico della Torre del Sale risulta attualmente in stato di rudere, in attesa di interventi di restauro conservativi che la riportino agli antichi splendori. Nella zona adiacente è stato realizzato un impianto eolico composto da 6 aerogeneratori Vestas per una potenza complessiva di 20 MW.